# Fosforibozilaminoimidazolkarboksamid formiltransferaza
Fosforibozilaminoimidazolkarboksamid formiltransferaza (EC 2.1.2.3, 5-amino-4-imidazolkarboksamid ribonukleotidna transformilaza, AICAR transformilaza, 10-formiltetrahidrofolat:5'-fosforibozil-5-amino-4-imidazolkarboksamidna formiltransferaza, 5'-fosforibozil-5-amino-4-imidazolkarboksamidna formiltransferaza, 5-amino-1-ribozil-4-imidazolekarboksamid 5'-fosfatna transformilaza, 5-amino-4-imidazolkarboksamid ribotidna transformilaza, AICAR formiltransferaza, aminoimidazolkarboksamid ribonukleotidna transformilaza) je enzim sa sistematskim imenom 10-formiltetrahidrofolat:5'-fosforibozil-5-amino-4-imidazol-karboksamid N-formiltransferaza. Ovaj enzim katalizuje sledeću hemijsku reakciju
10-formiltetrahidrofolat + 5-amino-1-(5-fosfo--ribozil)imidazol-4-karboksamid {\displaystyle \rightleftharpoons } tetrahidrofolat + 5-formamido-1-(5-fosfo--ribozil)imidazol-4-karboksamid

## Literatura
- Nicholas C. Price; Lewis Stevens (1999). Fundamentals of Enzymology: The Cell and Molecular Biology of Catalytic Proteins (Third изд.). USA: Oxford University Press. ISBN 019850229X.
- Eric J. Toone (2006). Advances in Enzymology and Related Areas of Molecular Biology, Protein Evolution (Volume 75 изд.). Wiley-Interscience. ISBN 0471205036.
- Branden C; Tooze J. Introduction to Protein Structure. New York, NY: Garland Publishing. ISBN 0-8153-2305-0.
- Irwin H. Segel. Enzyme Kinetics: Behavior and Analysis of Rapid Equilibrium and Steady-State Enzyme Systems (Book 44 изд.). Wiley Classics Library. ISBN 0471303097.

## Spoljašnje veze
- Phosphoribosylaminoimidazolecarboxamide+formyltransferase на 